# 레이몬드 오코너
레이먼드 오코너(Raymond O'Connor, 1952년 9월 13일 ~ )는 미국의 배우이다.
브루클린에서 태어났다.

## 출연 작품
- 볼스 투 더 월 (2011년) - 나일즈 역
- 더 인터벤션 (2009년)
- 오프 더 렛지 (2009년) - 리차드 역
- 샤크 스웜 (2008년)
- 크레이지 (2008년) - 지미 역
- 샌드 오브 오브리비언 (2007년)
- 돈 컴 노킹 (2005년)
- 저스트 라이크 헤븐 (2005년)
- 씨 디스 무비 (2004년)
- 에이프릴 샤워 (2003년)
- 드라우닝 모나 (2000년) - 톰 스토윅 신부 역
- 마이 자이안트 (1998, My Giant)
- 더 록 (1996년)
- 리틀 디노 3 (1995년)
- 여죄수 감옥 (1994년)
- 헐크 호간 (1993년)
- 추락한 백만장자 (1991년)
- 살인 주문 (1991년)
- 불타는 사랑 (1991년)
- 살인 도시 메가빌 (1990년)
- 나의 푸른 하늘 (1990년)
- 트랙스 (1988년)

### 텔레비전
- 베벌리힐스 아이들 (1993)